# 清華家
清華家（せいがけ）は、公家の家格のひとつ。最上位の五摂家に次ぎ、大臣家の上の序列に位置する。大臣・大将を兼ねて太政大臣になることのできる主に7家（三条・西園寺・徳大寺・久我・花山院・大炊御門・菊亭）を指す（室町時代には10家あった。また江戸期には広幡・醍醐の両家を加えて9家など、時代によって家格を有した家の数が異なる）。

## 成立過程
英雄家、華族ともいう。摂家と清華家の子弟は、公達（きんだち）と呼ばれた。
後三条天皇の御世以降、摂関家が外戚の地位を失い、代わって外戚となった家系が、のちに清華家と呼ばれることになる家格の原形をつくった。清華家に相当する家格はすでに院政期には成立している。したがって、清華家の家格は大臣・大将に昇進できるということのほかに「娘が皇后になる資格がある」という点もある。
いわゆる「七清華」は、清華家の家格を有する多数の家系（たとえば藤原北家閑院流の山階家・洞院家、村上源氏顕房流の土御門家・堀川家）が中世を通じて絶家したり清華の家格を失ったりした結果、最終的に7家しか残らなかったことを意味しており、はじめから家系が固定していたわけではない。
なお、豊臣政権下においては、五大老の徳川・毛利・小早川・前田・宇喜多・上杉らも清華成を果たしたとされ、清華家と同等の扱い（武家清華家）を受けた。

## 昇進過程

### 鎌倉時代から安土桃山時代
左・右近衛大将・大臣を兼任し、内大臣・右大臣・左大臣を経て、最高は太政大臣まで昇進できるが、清華家の家格が誕生した鎌倉時代初期は後世に残った七清華と清華の家格を保持していた家々は、当初は参議に任官された後に中納言、大納言、内・右・左大臣・太政大臣まで昇進していた。後に摂家同様に参議を経ずして中納言に任ぜられる慣例が成立したのは室町時代初期頃（南北朝時代）になる。

### 江戸時代
江戸時代においては、従五位下侍従を振り出しに、近衛権中将、権中納言・権大納言を経て、右近衛大将を兼ね大臣に至る。
ただし、江戸時代の太政大臣は摂政・関白経験者（摂家）に限られ、清華家から出ることはなかった。清華家の極官は事実上左大臣であったが、江戸時代期を通じてわずか10例と少なく、老齢の当主が名誉的に任じられたケースばかりで在任期間も短い。大炊御門経光はわずか1日の在任であり、最長の花山院定好でも1年8ヶ月である。さらに寛延2年（1749年）の醍醐冬熙を最後に幕末まで清華家の左大臣は出ることはなかった。他の時期でも三公を摂家が占める例が多く、さらに摂家の威信拡大により清華家の大臣は評議にすら参加しないことが先例とされていた時期もあった。江戸時代には清華家の極官について、摂関家側は左大臣、清華家側は太政大臣と認識していて、認識の対立があった可能性も指摘されている。

### 明治時代から華族令廃止まで
1884年（明治17年）の華族令によって、清華の家格の家は一律に侯爵に叙されることになったが、三条家のみ三条実美の功績により公爵とされた。その後、西園寺家は西園寺公望の、徳大寺家は徳大寺実則の功績により公爵となった。

## 清華家の一覧

### 七家
三条家（転法輪家）
藤原北家閑院流（太政大臣藤原公季の子孫）。権大納言公実の二男、太政大臣三条実行（1080年 - 1162年）が初代。清華家に次ぐ大臣家に三条家の一族を配することで権力を保った。
庶流は大臣家の嵯峨家や三条西を始め、羽林家の滋野井家、姉小路家 等、23家にのぼる。
家業：笛・装束。江戸時代の家禄：469石、家紋：片喰に唐花。近代の爵位：公爵。
西園寺家
藤原北家閑院流。同じく公実の三男、権中納言西園寺通季（1090年 - 1128年）を祖とする。通季は母藤原光子が正妻だったため嫡子とされたが、早世したために兄弟の中でも官位が最も低かった。4代目の太政大臣公経に至って、親幕派として承久の乱後権勢を誇り、摂関家から外戚の地位と関東申次の世襲職を奪った。公経は京洛北山に氏寺西園寺を建立して、家名の由来となった。
庶流に菊亭家、羽林家の清水谷家や四辻家や橋本家、大宮家等あり。
家業：琵琶。江戸時代の家禄：597石、家紋：尾長左三つ巴。近代の爵位：侯爵 → 公爵。
徳大寺家
藤原北家閑院流。公実の四男、左大臣徳大寺実能（1096年 - 1157年）を始祖とする。実能の嫡孫、左大臣実定は藤原俊成の妹が生んだ子で定家の従兄にあたり、自らも優れた歌人である。この家は鳥羽・後白河院政期の後宮をほぼ独占したが、鎌倉以後やや衰えた。西園寺家と同族意識が強く、たとえば明治時代の西園寺公望は徳大寺家に生まれ西園寺家に入嗣している。
家業：笛、江戸時代の家禄：約410石、家紋：木瓜唐花角浮線綾。近代の爵位：侯爵 → 公爵。
久我家
村上天皇の第8皇子具平親王の男、右大臣源師房（1008年 - 1077年）を祖とする村上源氏の嫡流。師房の姉・隆姫女王が関白藤原頼通の正妻であることから頼通の異姓養子となり、頼通の異母妹尊子と結婚する。さらに師房と尊子の子・源顕房は娘の賢子を藤原師実の養女とした上で白河天皇に入内させ（のち中宮）、もう一人の娘・師子は藤原忠実の妻となるなど、その子孫も摂関家と深い姻戚関係を築いた。
師房の5世孫である内大臣通親は丹後局と組んで時の関白九条兼実を追い落とし、「源博陸（）」とあだ名されるほどの権勢家であった。久我家嫡流は長く源氏長者や淳和奨学両院別当を兼任したが、室町時代に入ると足利義満が源氏長者となり、足利将軍家が源氏長者となる慣例が成立する。ただし足利将軍家そのものが後継者争いなどによって不安定な状況が続いたため、実際には村上源氏公家の久我家と清和源氏武家の足利家が交互に源氏長者に就任する様相を呈し、戦国時代に入ると再び久我家が源氏長者を独占して久我通堅まで続いた。
「久我」の名称は、京都西南、山城国乙訓郡久我（現在の京都市伏見区久我）の地に別業「久我水閣」があったことが由来。
分家の公家諸家として、大臣家の中院家、および羽林家の六条家・岩倉家・千種家・東久世家・久世家・梅溪家・愛宕家・植松家の9家がある。
家業：笛、江戸時代の家禄：700石、家紋：五つ竜胆車。近代の爵位：侯爵。
花山院家
藤原北家師実流（花山院流）。摂政太政大臣師実の次子、右大臣花山院家忠（1062年 - 1136年）より始まる。家忠が花山上皇の御在所だった東一条院（花山院）を伝領したため、この家名がある。3代忠雅は朝政に明るかった上に、平清盛と親戚関係にあったことから、太政大臣という異例の昇進を遂げた。諸流に羽林家の中山家や野宮家、今城家がある。
家業：笙と筆道、江戸時代の家禄：約750石、家紋：菖蒲菱。近代の爵位：侯爵。
大炊御門家
藤原北家師実流（花山院流）。花山院家と同じく摂政師実の子大炊御門経実（1068年 - 1131年）が初代。大炊御門北、万里小路東に邸宅があった。経実は権大納言どまりであったが、その子経宗は二条天皇の外舅（）として勢威をふるい、左大臣に昇って清華家の家格を確保した（経宗は閑院流公実の女公子を母とする）。
家業：筆道・和歌・和琴・笛・装束、江戸時代の家禄：約400石、家紋：菱に片喰草。近代の爵位：侯爵。
菊亭家（今出川家）
藤原北家閑院流西園寺庶流。鎌倉期の太政大臣西園寺実兼の子、左大臣兼季が分家し、今出川殿を居所としたため、今出川および号として菊亭を名乗る。明治維新後は苗字の統一を図り、菊亭を名字とした。
家業：琵琶。:江戸時代の家禄：約1655石、家紋：三つ楓。近代の爵位：侯爵。

### 新家
江戸時代に七清華から2つの新家を加えたものである。しかしこの両家より朝廷の最高職である太政大臣に昇った例が一例もなく、既存の七清華よりも格下とされた。近代の爵位は共に侯爵であった。
広幡家
正親町源氏嫡流。正親町天皇の皇孫八条宮智仁親王の第3王子、忠幸王（1623年 - 1669年）が臣籍降下して創立。忠幸は最初、尾張藩に赴き武家となったが、のち帰洛して大納言に進んだ。
禄高：約500石、家紋：三つ葉菊
醍醐家
藤原北家摂関流。江戸時代に五摂家の一条家から分かれた家。摂政一条昭良の次男、権大納言醍醐冬基（1648年 - 1697年）が初代。
禄高：約312石、家紋：下り藤

### 絶家となった家
洞院家
藤原北家閑院流西園寺庶流。第 9代の洞院実熙の時には既に経済的に困窮。第10代公数は自ら絶家させる選択する。
土御門家
村上源氏久我庶流。室町時代中期に有通が早世し絶家した。
堀川家
村上源氏。室町時代に絶家した。
松殿家
元は摂家として創設された家のひとつ。藤原氏北家嫡流の藤原忠通次男・松殿基房が祖で、戦国時代に絶家、その後明和2年（1765年）に九条尚実の次男忠孝が九条家の分家として、清華家待遇となる松殿家を創設したが、明和5年（1768年）に嗣子無く没し、再び絶家した。